# Seututie 637
Pour les articles homonymes, voir Route 637.
La route régionale 637 (finnois : Seututie 637) est une route régionale allant de Jyväskylä jusqu'à Äänekoski en Finlande,,.

## Présentation
La seututie 637 est une route régionale en Finlande-Centrale.
La route régionale 637 commence à la jonction de la route nationale 4 près du centre de Jyväskylä, au sud de Lohikoski.
À Laukaa, la route passe juste à côté du centre-ville, et après environ 6 kilomètres à Kuusa, la route régionale 637 tourne à droite alors que la route régionale 642  continue tout droit.
Après Kuusa, la route traverse Äijälä jusqu'à Tankolampi. 
À Tankolampi, la route loge sur environ un kilomètre la route principale 69 avant de se diriger vers Sumiainen.
Dans sa partie nord, la route traverse Konginkangas, et après quelques kilomètres, elle se termine en croisant la route 4.